# Protoparmelia
Protoparmelia — рід грибів родини Parmeliaceae. Назва вперше опублікована 1929 року.